# Очищення ринку

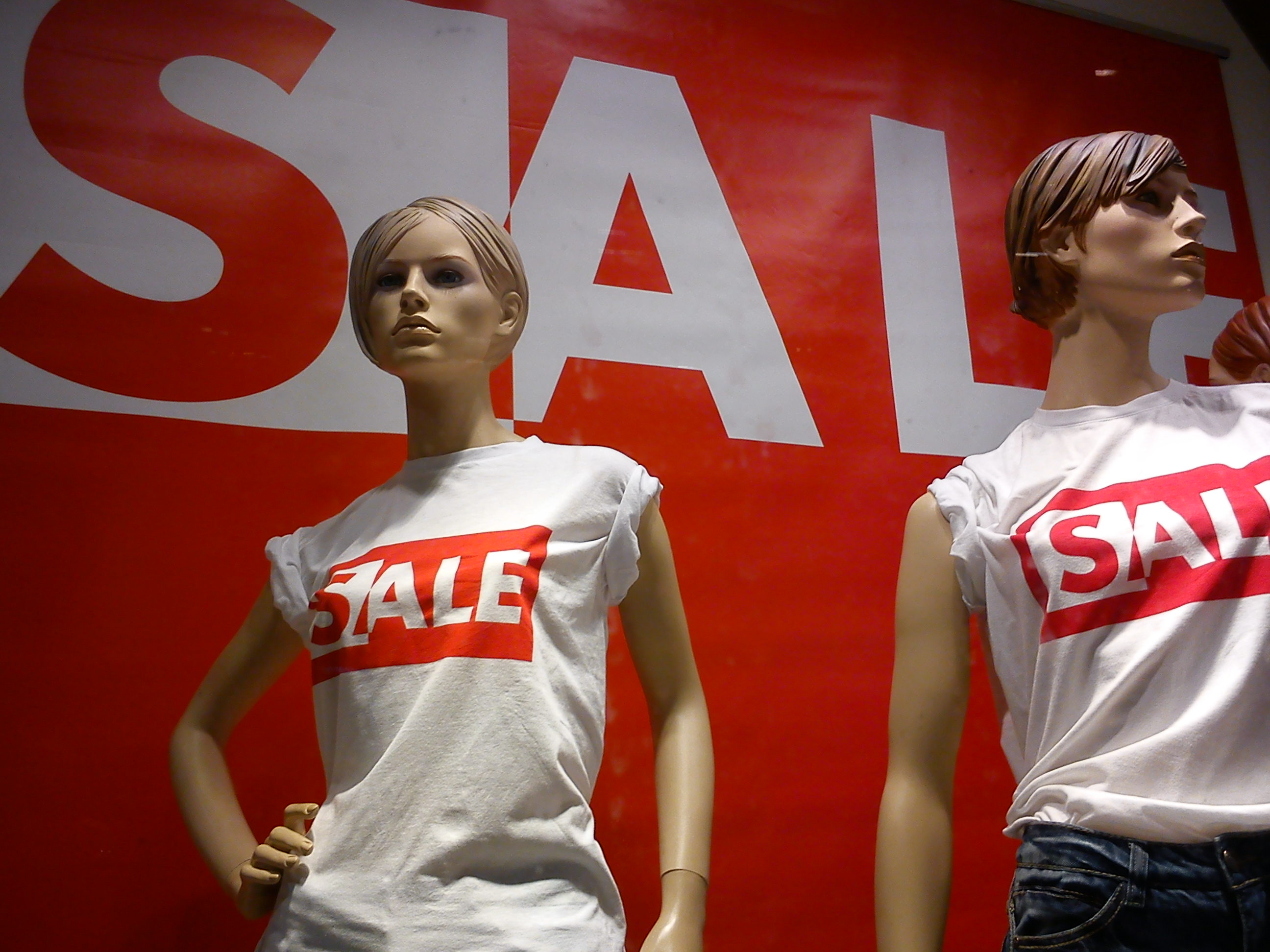
У роздрібних магазинах, коли у підприємства залишається забагато певного товару, який залишається непроданим за його давньою ціною (наприклад, непроданий літній одяг з наближенням холодного сезону), магазин зазвичай знижує ціну, доки надлишок не буде продано, що є простим прикладом очищення ринку.

В економічній теорії очищення ринку, кліринг ринку (англ. Market clearing) — це процес, за допомогою якого на економічному ринку пропозиція будь-чого, що торгується, прирівнюється до попиту, щоб не було надлишку пропозиції чи попиту, гарантуючи, що немає ні надлишку, ні дефіциту. Нова класична економіка припускає, що на будь-якому ринку, за умови, що всі покупці та продавці мають доступ до інформації та що немає «тертя», яке перешкоджає зміні цін, ціни постійно коригуються вгору або вниз, щоб забезпечити очищення ринку. 

## Механізм та приклади
Ціна очищення ринку (англ. Market-cleaning price) —це ціна товару чи послуги, за якої кількість пропозиції дорівнює кількості попиту, яку також називають рівноважною ціною. Теорія стверджує, що ринки мають тенденцію рухатися до цієї ціни. Пропозиція є фіксованою для одноразового продажу товару, тому ринкова ціна — це просто максимальна ціна, за якою можуть бути продані всі товари. На ринку, де товари виробляються і продаються на постійній основі, теорія передбачає, що ринок буде рухатися до ціни, за якої кількість товару, що пропонується протягом тривалого періоду часу, дорівнюватиме кількості товару, на який є попит. Це може вимірюватися протягом тижня, місяця або року, щоб згладити нерівномірності, спричинені виробничими партіями та графіками поставок; деякі продавці можуть підтримувати буферні запаси, щоб гарантувати, що товари завжди доступні для роздрібного продажу та згладити нерівномірності, спричинені графіками виробництва та поставок, інші використовують ощадливе виробництво («точно в строк»), щоб збільшити прибутки у звичайних операціях, але компромісом є більші перебої, коли нерівномірності все ж таки трапляються (наприклад, різкі ринкові коливання, стихійні лиха, пандемії, перебої в електропостачанні і т.д...).
Ринок очищається, коли ціна досягає точки, де попит і пропозиція перебувають у рівновазі, що дозволяє людям купувати або продавати все, що вони бажають, за цією ціною. Коли попит і пропозиція зрівнюються, відбувається очищення ринку. Щоб досягти цього стану, ринок повинен відчути дефіцит або надлишок. Дефіцит вказує на те, що покупці зацікавлені в придбанні чогось, але потребують допомоги, щоб дозволити собі зробити це за поточними цінами. І навпаки, надлишок виникає тоді, коли є надлишок продукту понад ту кількість, яку покупці готові придбати за поточними цінами. Нова класична економічна теорія не припускає досконалої інформації в короткостроковій перспективі, але ринки можуть наближатися до ефективних результатів у міру того, як інформація стає відомою.
Якщо ціна продажу перевищує ринкову ціну, пропозиція перевищуватиме попит, і в довгостроковій перспективі утвориться надлишок запасів. Якщо ціна продажу нижча за ринкову ціну, то попит перевищуватиме пропозицію, і в довгостроковій перспективі виникне дефіцит, коли покупці іноді не можуть знайти товар на продаж за будь-яку ціну.
Теорія ринкового очищення (клірингу) стверджує, що ціни на вільному ринку тяжіють до рівноваги, коли кількість запропонованих товарів чи послуг дорівнює кількості попиту. Теорія припускає, що ціни швидко пристосовуються до будь-яких змін у попиті чи пропозиції, а це означає, що ринки можуть досягти рівноваги миттєво. Наприклад, розглянемо сценарій, коли громада переживає землетрус, який руйнує всі будинки і квартири. Раптовий попит на нове житло створить тимчасову нестачу будинків і квартир на ринку. Однак, якщо ціни можуть вільно змінюватися, будівельні компанії будуватимуть нові будинки в короткостроковій перспективі, а в довгостроковій перспективі на ринок будівництва будинків і квартир вийдуть нові компанії. В результаті пропозиція житла зростатиме, і врешті-решт досягне точки, де вона зрівняється з новим попитом. Цей механізм пристосування усуває дефіцит з ринку, встановлюючи нову рівновагу, в якій ринок перебуває в балансі. Цей процес пристосування має вирішальне значення для забезпечення ефективного функціонування ринків, сприяючи економічному зростанню та стабільності. Збільшення виробництва приводить пропозицію у відповідність до нового попиту. Механізм пристосування усуває дефіцит з ринку і встановлює нову рівновагу. Вважається, що подібний механізм працює, коли на ринку є надлишок (перенасичення), коли ціни падають доти, доки вся надлишкова пропозиція не буде продана. Прикладом надлишкової пропозиції є різдвяні прикраси, які все ще продаються в магазинах через кілька днів після Різдва; магазини, які все ще мають коробки з прикрасами, розглядають ці товари як надлишкову пропозицію, тому ціни знижуються до тих пір, поки покупці не розкуплять всі прикраси (щоб зберегти їх до наступного Різдва).

## Історія та неідеальна поведінка
Протягом 150 років (приблизно з 1785 по 1935 рік) більшість економістів вважали безперебійне функціонування цього механізму врегулювання ринку неминучим і непорушним, головним чином на основі віри в закон Сея. Але Велика депресія 1930-х років змусила багатьох економістів, включаючи Джона Мейнарда Кейнса, засумніватися у своїй класичній вірі. Якщо ринки мали б очиститися, як руйнівно високий рівень безробіття міг зберігатися протягом стількох болісних років? Хіба ринковий механізм не мав на меті ліквідувати такі надлишки? В одній з інтерпретацій Кейнс виявив недосконалості механізму коригування, які, якщо вони присутні, можуть призвести до жорсткості та зробити ціни фіксованими. В іншому тлумаченні, коригування цін може погіршити ситуацію, спричинивши те, що Ірвінг Фішер назвав «борговою дефляцією». Не всі економісти приймають ці теорії. Вони пояснюють те, що здається недосконалим ринковим очищенням, такими факторами, як профспілки чи урядова політика (особливо, грошова), тим самим виправдовуючи механізм ринкового клірингу.
Більшість економістів вважають припущення про безперервне очищення ринку нереалістичним. Однак багато хто вважає концепцію гнучких цін корисною для довгострокового аналізу, оскільки ціни не застигають назавжди: моделі ринкового очищення описують рівновагу, до якої тяжіє економіка. Тому багато макроекономістів вважають, що гнучкість цін є розумним припущенням для вивчення довгострокових питань, таких як зростання реального ВВП. Інші економісти стверджують, що коригування цін може зайняти стільки часу, що процес калібрування може змінити базові умови, які визначають довгострокову рівновагу. Може існувати залежність від траєкторії, як, наприклад, коли тривала депресія змінює характер періоду «повної зайнятості», що настає після неї.
У короткостроковій перспективі (і, можливо, в довгостроковій) ринки можуть знаходитись у тимчасовій рівновазі за ціною та обсягом, які не відповідають довгостроковій ринковій рівновазі. Наприклад, згідно з теорією «ефективної заробітної плати», ринок праці може перебувати в рівновазі на рівні, вищому за ринкову, оскільки кожен роботодавець має стимул платити заробітну плату, вищу за ринкову, щоб мотивувати своїх працівників. У цьому випадку рівноважна заробітна плата (за відсутності ендогенної тенденції до зміни заробітної плати) буде відрізнятися від ринкової заробітної плати (за відсутності класичного безробіття).

## Гнучкість у ринковому очищенні
На нерегульованому та досконалому ринку як заробітна плата на ринку праці, так і ціни на ринку товарів є повністю гнучкими і можуть швидко змінюватися залежно від попиту та пропозиції. Ця гнучкість гарантує, що ні на ринку товарів, ні на ринку праці не буде надлишку пропозиції. Якщо виникає надлишок товару, його ціна падатиме доти, доки покупці не визнають його доступним, а у випадку надлишку робочої сили заробітна плата знижуватиметься доти, доки роботодавці не зможуть запропонувати роботу всім охочим працівникам. Цей механізм гарантує, що кожен ринок прагне до рівноваги, коли пропозиція відповідає попиту. Наприклад, роздрібні торговці можуть пропонувати знижки на старі мобільні телефони та комп'ютери, щоб швидко продати їх і збалансувати свої запаси. Гнучке ціноутворення дозволяє більшій кількості людей купувати ці товари, досягаючи ринкової рівноваги.